# Ryjewo

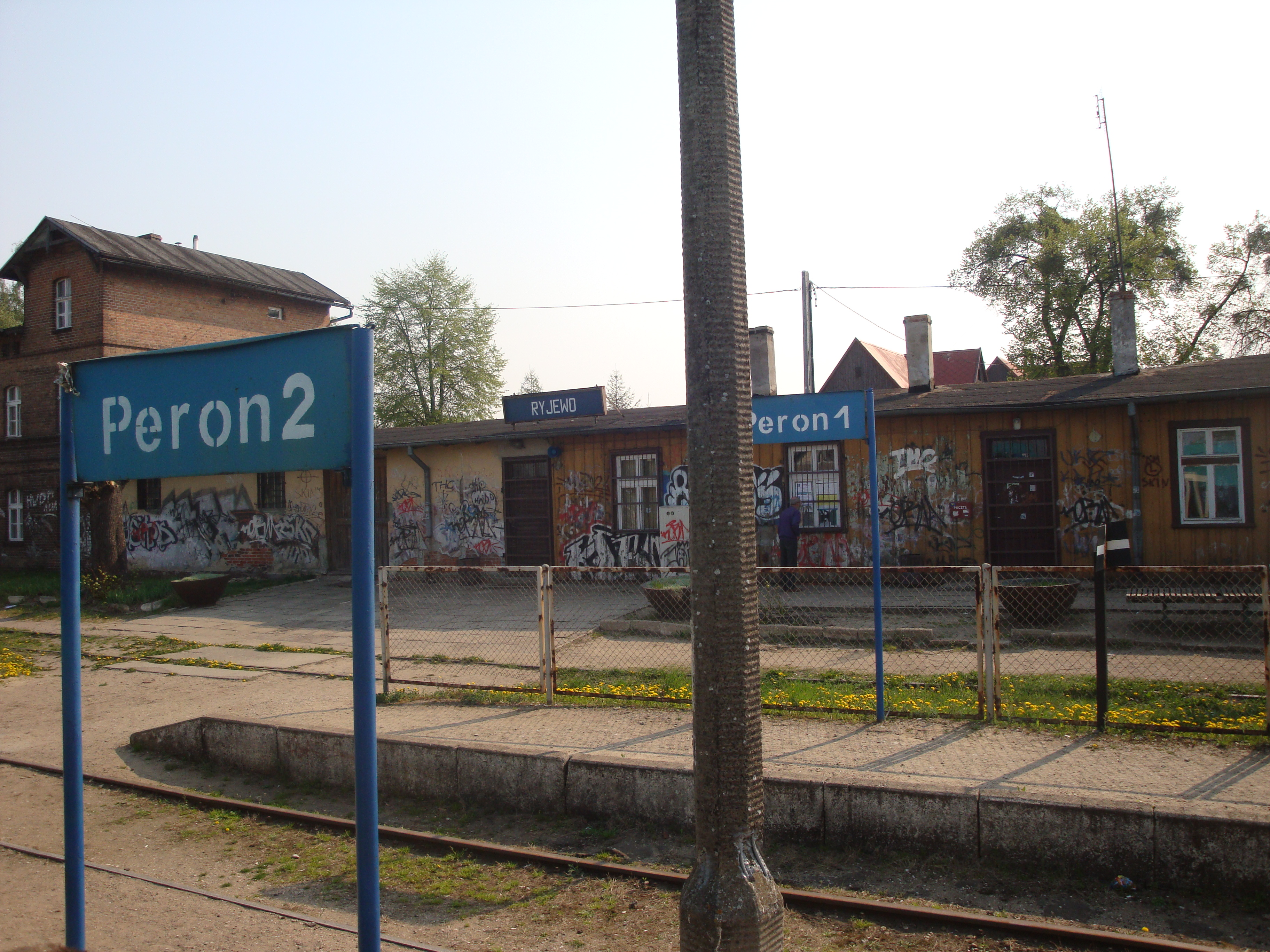
Stacja kolejowa Ryjewo

Ryjewo (niem. Rehhof, dawniej Zieglershuben) – wieś w północnej Polsce w województwie pomorskim, w powiecie kwidzyńskim, w gminie Ryjewo, której jest siedzibą. Położona na prawym brzegu Wisły, w północnej części Niziny Kwidzyńskiej, ok. 10 km na północ od Kwidzyna, na trasie linii kolejowej Malbork-Kwidzyn-Grudziądz (stacja Ryjewo) i przy skrzyżowaniu dróg wojewódzkich nr 525 i 607.
Wieś królewska Ryjowo położona była w II połowie XVI wieku w województwie malborskim. W latach 1946–1975 należała do województwa gdańskiego, a od 1975 do 1998 do województwa elbląskiego.

## Historia
Nazwa wsi znana była już w XIV w. W okresie krzyżackim znajdował się tu folwark zakonny, który spłonął w 1622 r. W XVI w. w rejonie Ryjewa eksploatowano bogate złoża rudy darniowej, przetapiane następnie w miejscowych piecach hutniczych m.in. na kule armatnie, używane w wojnach Stefana Batorego i Zygmunta III Wazy.
Wieś została osadzona na prawie długoterminowej dzierżawy przez mennonitów w 1742. W jej skład wchodził również majątek leśny Oberforsterei Rehhof. Po I rozbiorze Polski w 1772 znalazła się w granicach Królestwa Prus. W 1801 włączona została do ekonomii malborskiej.
W 1895 zbudowano kościół ewangelicki, a w 1909 kościół katolicki. Ryjewo uzyskało połączenie kolejowe w 1883 – Kolej Miast Nadwiślańskich. W 1868 we wsi znajdowały się 74 budynki, 39 domów, 309 mieszkańców, 173 katolików, 122 ewangelików oraz 14 dysydentów. Nadleśnictwo Ryjewo posiadało 72 domy, 587 mieszkańców, 302 katolików, 278 ewangelików, 4 dysydentów i 3 żydów.
Pod koniec II wojny światowej Ryjewo ponownie znalazło się w granicach Polski – wpierw w Okręgu Mazurskim (Okręg IV) Ziem Odzyskanych, a następnie włączono je 29 maja 1946 do województwa gdańskiego; a ludność niemiecką wysiedlono.
Wieś o układzie ulicówki i usytuowanych naokoło kolonii.
Krajobraz kulturowy mocno zmieniony z powodu znacznego rozwoju wsi na przełomie XIX i XX w.

## Infrastruktura
W Ryjewie istnieją: placówka Ochotniczej Straży Pożarnej, Niepubliczny Zakład Podstawowej Opieki Zdrowotnej, Zespół Szkół, Dom Pomocy Społecznej „Słoneczne Wzgórze”, Gminny Klub Sportowy Relax Ryjewo ze specjalizacją w piłce nożnej (klasa okręgowa Pomorskiego Związku Piłki Nożnej, grupa gdańska II), Gminny Uczniowski Klub Sportowy Bellator Ryjewo (piłka ręczna).
Corocznie w ryjewskiej hali sportowej rozgrywany jest Turniej Halowej Piłki Nożnej, który na stałe wpisał się w kalendarium sportowych imprez w Ryjewie.

## Zabytki
Według rejestru zabytków NID na listę zabytków wpisane są:
- kościół pw. Świętej Rodziny, ul. Grunwaldzka 40, 1908–1910, nr rej.: A-1437 z 11.02.1994
- cmentarz przy kościele, pocz. XX, nr rej.: j.w.
- plebania, 1910, nr rej.: j.w.
- kościół ewangelicki, obecnie rzymskokatolicki parafialny pw. bł. Biskupa Kozala, ul. Jana Pawła II, 1895, nr rej.: A-1294 z 5.12.1989
- pastorówka z ogrodem, obecnie przedszkole, ul. Grunwaldzka 60, 1900, nr rej.: A-1496 z 5.12.1994.

Pomezańskie Sanktuarium Świętej Rodziny to kościół zbudowany w stylu neogotyckim. Wnętrze trójnawowe, ze sklepieniami gwiaździstymi, wieża podwyższona o iglicę w kształcie pinakla. Co roku w pierwszą niedzielę po 15 sierpnia odbywa się ogólnodiecezjalny odpust pod przewodnictwem ordynariusza elbląskiego.
Kościół bł. Michała Kozala Biskupa i Męczennika zbudowany był w 1895 na potrzeby miejscowych protestantów i służył im do II wojny światowej, podczas której został doszczętnie zniszczony. Na początku lat 90. XX w. ludność miejscowa odbudowała kościół.
We wsi znajduje się ponadto gospodarstwo mennonickie z 1779.

## Kalendarium
- 1387 – po raz pierwszy w dokumentach pojawiła się nazwa Rehehof (Rehhof);
- 1466–1772 – wieś w granicach Królestwa Polskiego w województwie malborskim;
- 1472 – w ekonomii malborskiej;
- 1565 – występuje pod nazwą Reyowo i Regoff;
- 1622 – pożar strawił folwark ryjewski;
- 1742 – akcja osiedlania mennonitów w okolicach Ryjewa;
- 1745 – liczy 30 dymów (gospodarstw domowych);
- 1772 – wieś w granicach Królestwa Prus;
- 1785 – folwark należał do Lehwarcka z Ryjewa, który odziedziczył go po ojcu;
- 1801 – włączenie do ekonomii malborskiej i podporządkowanie urzędowi w Sztumie;
- 1883, 15 sierpnia – oddano do użytku ryjewski odcinek kolei nadwiślańskiej;
- 1895 – zbudowano kościół ewangelicki;
- 1898, 1 października – włączenie Sarnowa i Cegiełkowa do Ryjewa;
- 1908–1909 – budowa kościoła katolickiego;
- 1918 – powstanie ochotniczej straży pożarnej;
- 1919 – budowa kurortu uzdrowiskowego (od 1965 dom pomocy społecznej);
- 1919–1954 – w powiecie kwidzyńskim;
- 1945 – ponowne włączenie do Polski; wysiedlenie ludności niemieckiej;
- 1946–1975 – w województwie gdańskim;
- 1954–1975 – w powiecie sztumskim;
- 1975–1998 – w województwie elbląskim;
- 1999, 1 stycznia – w powiecie kwidzyńskim w województwie pomorskim.

## Wspólnoty wyznaniowe
- Kościół rzymskokatolicki:
  - parafia bł. Michała Kozala
  - parafia Świętej Rodziny
- Świadkowie Jehowy:
  - zbór Ryjewo (Sala Królestwa ul. Wrzosowa 22)[10]